# Italiens Grand Prix 2017
Italiens Grand Prix 2017 (officielt navn: Formula 1 Gran Premio Heineken d'Italia 2017) var et Formel 1-løb som blev arrangeret 3. september 2017 på Autodromo Nazionale di Monza i Italien. Det var det trettende løb i Formel 1-sæsonen 2017 og 66. gang at Italiens Grand Prix blev kørt på Monza. Løbet blev vundet af Mercedes-køreren Lewis Hamilton, som startede fra pole position. På andenpladsen kom hans teamkollega Valtteri Bottas, mens tredjepladsen gik til Ferraris Sebastian Vettel.

## Resultater

### Kvalifikation
| Pos.               | Nr. | Kører              | Konstruktør               | Del 1    | Del 2    | Del 3    | Grid |
| ------------------ | --- | ------------------ | ------------------------- | -------- | -------- | -------- | ---- |
| 1                  | 44  | Lewis Hamilton     | Mercedes                  | 1.36,009 | 1.34,660 | 1.35,554 | 1    |
| 2                  | 33  | Max Verstappen1    | Red Bull Racing-TAG Heuer | 1.37,344 | 1.36,113 | 1.36,702 | 131  |
| 3                  | 3   | Daniel Ricciardo2  | Red Bull Racing-TAG Heuer | 1.38,304 | 1.37,313 | 1.36,841 | 162  |
| 4                  | 18  | Lance Stroll       | Williams-Mercedes         | 1.37,653 | 1.37,002 | 1.37,032 | 2    |
| 5                  | 31  | Esteban Ocon       | Force India-Mercedes      | 1.38,775 | 1.37,580 | 1.37,719 | 3    |
| 6                  | 77  | Valtteri Bottas    | Mercedes                  | 1.35,716 | 1.35,396 | 1.37,833 | 4    |
| 7                  | 7   | Kimi Räikkönen     | Ferrari                   | 1.38,235 | 1.37,031 | 1.37,987 | 5    |
| 8                  | 5   | Sebastian Vettel   | Ferrari                   | 1.37,198 | 1.36,223 | 1.38,064 | 6    |
| 9                  | 19  | Felipe Massa       | Williams-Mercedes         | 1.38,338 | 1.37,456 | 1.38,251 | 7    |
| 10                 | 2   | Stoffel Vandoorne3 | McLaren-Honda             | 1.38,767 | 1.37,471 | 1.39,157 | 183  |
| 11                 | 11  | Sergio Pérez4      | Force India-Mercedes      | 1.38,511 | 1.37,582 |          | 104  |
| 12                 | 27  | Nico Hülkenberg5   | Renault                   | 1.39,242 | 1.38,059 |          | 145  |
| 13                 | 14  | Fernando Alonso6   | McLaren-Honda             | 1.39,134 | 1.38,202 |          | 196  |
| 14                 | 26  | Daniil Kvjat       | Toro Rosso                | 1.39,183 | 1.38,245 |          | 8    |
| 15                 | 55  | Carlos Sainz, Jr.7 | Toro Rosso                | 1.39,788 | 1.38,526 |          | 157  |
| 16                 | 20  | Kevin Magnussen    | Haas-Ferrari              | 1.40,489 |          |          | 9    |
| 17                 | 30  | Jolyon Palmer8     | Renault                   | 1.40,646 |          |          | 178  |
| 18                 | 9   | Marcus Ericsson    | Sauber-Ferrari            | 1.41,732 |          |          | 11   |
| 19                 | 94  | Pascal Wehrlein    | Sauber-Ferrari            | 1.41,875 |          |          | 12   |
| 107%-tid: 1.42,416 |     |                    |                           |          |          |          |      |
| —                  | 8   | Romain Grosjean49  | Haas-Ferrari              | 1.43,355 |          |          | 2049 |
| Kilde:             |     |                    |                           |          |          |          |      |

### Løbet
| Pos.   | Nr. | Kører             | Konstruktør               | Omgange | Tid/Udgået      | Startpos. | Point |
| ------ | --- | ----------------- | ------------------------- | ------- | --------------- | --------- | ----- |
| 1      | 44  | Lewis Hamilton    | Mercedes                  | 53      | 1.15.32,312     | 1         | 25    |
| 2      | 77  | Valtteri Bottas   | Mercedes                  | 53      | +4,471          | 4         | 18    |
| 3      | 5   | Sebastian Vettel  | Ferrari                   | 53      | +36,317         | 6         | 15    |
| 4      | 3   | Daniel Ricciardo  | Red Bull Racing-TAG Heuer | 53      | +40,335         | 16        | 12    |
| 5      | 7   | Kimi Räikkönen    | Ferrari                   | 53      | +1.00,082       | 5         | 10    |
| 6      | 31  | Esteban Ocon      | Force India-Mercedes      | 53      | +1.11,528       | 3         | 8     |
| 7      | 18  | Lance Stroll      | Williams-Mercedes         | 53      | +1.14,156       | 2         | 6     |
| 8      | 19  | Felipe Massa      | Williams-Mercedes         | 53      | +1.14,834       | 7         | 4     |
| 9      | 11  | Sergio Pérez      | Force India-Mercedes      | 53      | +1.15,276       | 10        | 2     |
| 10     | 33  | Max Verstappen    | Red Bull Racing-TAG Heuer | 52      | +1 omgang       | 13        | 1     |
| 11     | 20  | Kevin Magnussen   | Haas-Ferrari              | 52      | +1 omgang       | 9         |       |
| 12     | 26  | Daniil Kvjat      | Toro Rosso                | 52      | +1 omgang       | 8         |       |
| 13     | 27  | Nico Hülkenberg   | Renault                   | 52      | +1 omgang       | 14        |       |
| 14     | 55  | Carlos Sainz, Jr. | Toro Rosso                | 52      | +1 omgang       | 15        |       |
| 15     | 8   | Romain Grosjean   | Haas-Ferrari              | 52      | +1 omgang       | 20        |       |
| 16     | 94  | Pascal Wehrlein   | Sauber-Ferrari            | 51      | +2 omgange      | 12        |       |
| 1710   | 14  | Fernando Alonso10 | McLaren-Honda             | 50      | Clutch          | 19        |       |
| 1810   | 9   | Marcus Ericsson10 | Sauber-Ferrari            | 49      | Hjulophæng      | 11        |       |
| Ret    | 2   | Stoffel Vandoorne | McLaren-Honda             | 33      | Elektronik      | 18        |       |
| Ret    | 30  | Jolyon Palmer     | Renault                   | 29      | Kraftoverførsel | 17        |       |
| Kilde: |     |                   |                           |         |                 |           |       |

Noter til tabellerne:
- 1:  - Max Verstappen fik en gridstraf på 20 placeringer for at have skiftet diverse motorelementer.[4]
- 2:  – Daniel Ricciardo fik en gridstraf på 25 placeringer for at have skiftet diverse motorelementer og for et ikke-planlagt udskiftning af gearkasse.[4]
- 3:  – Stoffel Vandoorne fik en gridstraf på 25 placeringer for at have skiftet diverse motorelementer.[4]
- 4:  – Sergio Pérez og Romain Grosjean fik gridstraffe på fem placeringer hver for ikke-planlagt udskiftning af gearkasse.[4]
- 5:  – Nico Hülkenberg fik en gridstraf på 10 placeringer for at have skiftet diverse motorelementer.[4]
- 6:  – Fernando Alonso fik en gridstraf på 35 placeringer for at have skiftet diverse motorelementer.[4]
- 7:  – Carlos Sainz, Jr. fik en gridstraf på 10 placeringer for at have skiftet diverse motorelementer.[4]
- 8:  – Jolyon Palmer fik en gridstraf på 15 placeringer for at have skiftet diverse motorelementer.[4]
- 9:  – Romain Grosjean satte ikke en tid indenfor kravet på 107%, men fik tilladelse fra løbsledelsen til at starte løbet.[5]
- 10:  – Kørerne udgik af løbet, men blev klassificeret eftersom de havde fuldført over 90% af løbsdistancen.

## Stillingen i mesterskaberne efter løbet
| Nr. | +/- | Kører              | Point |
| --- | --- | ------------------ | ----- |
| 1   | 1   | Lewis Hamilton     | 238   |
| 2   | 1   | Sebastian Vettel   | 235   |
| 3   |     | Valtteri Bottas    | 197   |
| 4   |     | Daniel Ricciardo   | 144   |
| 5   |     | Kimi Räikkönen     | 138   |
| 6   |     | Max Verstappen     | 68    |
| 7   |     | Sergio Pérez       | 58    |
| 8   |     | Esteban Ocon       | 55    |
| 9   |     | Carlos Sainz jr.   | 36    |
| 10  |     | Nico Hülkenberg    | 34    |
| 11  |     | Felipe Massa       | 31    |
| 12  | 1   | Lance Stroll       | 24    |
| 13  | 1   | Romain Grosjean    | 24    |
| 14  |     | Kevin Magnussen    | 11    |
| 15  |     | Fernando Alonso    | 10    |
| 16  |     | Pascal Wehrlein    | 5     |
| 17  |     | Daniil Kvjat       | 4     |
| 18  |     | Stoffel Vandoorne  | 1     |
| 19  |     | Jolyon Palmer      | 0     |
| 20  |     | Marcus Ericsson    | 0     |
| 21  |     | Antonio Giovinazzi | 0     |
| NC  | –   | Jenson Button      | 0     |
| NC  | –   | Paul di Resta      | 0     |

| Nr. | +/- | Konstruktør          | Point |
| --- | --- | -------------------- | ----- |
| 1   |     | Mercedes             | 435   |
| 2   |     | Ferrari              | 373   |
| 3   |     | Red Bull-TAG Heuer   | 212   |
| 4   |     | Force India-Mercedes | 113   |
| 5   |     | Williams-Mercedes    | 55    |
| 6   |     | Toro Rosso           | 40    |
| 7   |     | Haas-Ferrari         | 35    |
| 8   |     | Renault              | 34    |
| 9   |     | McLaren-Honda        | 11    |
| 10  |     | Sauber-Ferrari       | 5     |